# جام حذفی فوتبال برزیل
جام حذفی فوتبال برزیل (به پرتغالی: Copa do Brasil) مسابقاتی است که به صورت حذفی با حضور ۶۴ تیم از باشگاه‌های فوتبال کشور برزیل برگزار می‌شود.
این مسابقات از سال ۱۹۸۹ میلادی تا کنون در حالی برگزار می‌شود که تیم کروزیرو با شش قهرمانی پرافتخارترین تیم‌ها در این سری مسابقات محسوب می‌شوند.

## قهرمانی‌ها

### بر پایه تیم
| باشگاه             | قهرمانی | نایب‌قهرمانی | سال‌های قهرمانی                     | سال‌های نایب‌قهرمانی           |
| ------------------ | ------- | ----------- | ---------------------------------- | ---------------------------- |
| کروزیرو            | ۶       | ۲           | ۱۹۹۳، ۱۹۹۶، ۲۰۰۰، ۲۰۰۳، ۲۰۱۷، ۲۰۱۸ | ۱۹۹۸، ۲۰۱۴                   |
| فلامینگو           | ۵       | ۵           | ۱۹۹۰، ۲۰۰۶، ۲۰۱۳، ۲۰۲۲، ۲۰۲۴       | ۱۹۹۷، ۲۰۰۳، ۲۰۰۴، ۲۰۱۷، ۲۰۲۳ |
| گرمیو              | ۵       | ۴           | ۱۹۸۹، ۱۹۹۴، ۱۹۹۷، ۲۰۰۱، ۲۰۱۶       | ۱۹۹۱، ۱۹۹۳، ۱۹۹۵، ۲۰۲۰       |
| پالمیراس           | ۴       | ۱           | ۱۹۹۸، ۲۰۱۲، ۲۰۱۵، ۲۰۲۰             | ۱۹۹۶                         |
| کورینتیانس         | ۳       | ۴           | ۱۹۹۵، ۲۰۰۲، ۲۰۰۹                   | ۲۰۰۱، ۲۰۰۸، ۲۰۱۸، ۲۰۲۲       |
| اتلتیکو مینیرو     | ۲       | ۲           | ۲۰۱۴، ۲۰۲۱                         | ۲۰۱۶، ۲۰۲۴                   |
| اینترناسیونال      | ۱       | ۲           | ۱۹۹۲                               | ۲۰۰۹، ۲۰۱۹                   |
| فلومیننزه          | ۱       | ۲           | ۲۰۰۷                               | ۱۹۹۲،۲۰۰۵                    |
| اتلتیکو پارانائنزه | ۱       | ۲           | ۲۰۱۹                               | ۲۰۱۳، ۲۰۲۱                   |
| اسپورت رسیفی       | ۱       | ۱           | ۲۰۰۸                               | ۱۹۸۹                         |
| سانتوس             | ۱       | ۱           | ۲۰۱۰                               | ۲۰۱۵                         |
| واسکو دوگاما       | ۱       | ۱           | ۲۰۱۱                               | ۲۰۰۶                         |
| سائو پائولو        | ۱       | ۱           | ۲۰۲۳                               | ۲۰۰۰                         |
| کریسیوما           | ۱       | ۰           | ۱۹۹۱                               | —                            |
| ژوونتود            | ۱       | ۰           | ۱۹۹۹                               | —                            |
| سانتو آندره        | ۱       | ۰           | ۲۰۰۴                               | —                            |
| پائولیستا          | ۱       | ۰           | ۲۰۰۵                               | —                            |
| کوریتیبا           | ۰       | ۲           | —                                  | ۲۰۱۱، ۲۰۱۲                   |
| گوییاس             | ۰       | ۱           | —                                  | ۱۹۹۰                         |
| سئارا              | ۰       | ۱           | —                                  | ۱۹۹۴                         |
| بوتافوگو           | ۰       | ۱           | —                                  | ۱۹۹۹                         |
| برازیلینسه         | ۰       | ۱           | —                                  | ۲۰۰۲                         |
| فیگیرنسه           | ۰       | ۱           | —                                  | ۲۰۰۷                         |
| ویتوریا            | ۰       | ۱           | —                                  | ۲۰۱۰                         |

### بر پایه ایالت
| ایالت               | قهرمانی | نایب‌قهرمانی |
| ------------------- | ------- | ----------- |
| ایالت سائو پائولو   | ۱۱      | ۷           |
| میناس گرایس         | ۸       | ۴           |
| ریو دوژانیرو        | ۷       | ۹           |
| ریو گرانده دو سول   | ۷       | ۶           |
| پارانا، برزیل       | ۱       | ۴           |
| پرنامبوکو           | ۱       | ۱           |
| سانتا کاتارینا      | ۱       | ۱           |
| باهیا               | ۰       | ۱           |
| سئارا               | ۰       | ۱           |
| ناحیه فدرال (برزیل) | ۰       | ۱           |
| گویاس               | ۰       | ۱           |